# EIRL
EIRL（エイル）は、エルピクセル株式会社によって開発された、AIを活用して医師の画像診断をサポートするソフトウェアである。

## 概要
すでに多くの医療機関で導入され、見落としの防止などに役立てられている。
近年、健康意識が高まり、病気の早期発見を目的に健康診断や人間ドック、がん検診などの検査数が増える一方で、医師の数は比例して伸びておらず、見落としなどの医療訴訟が問題になっている。
EIRLはエルピクセル株式会社が開発・提供しており、脳MRI画像からくも膜下出血の原因となる「脳動脈瘤（りゅう）」の疑いのある部分や、胸部X線写真から肺がんの候補となる結節影をAIが自動で検出する。現在、５製品が累計200医療機関（2021年７月末時点）に導入されている。

## 沿革
- 2017年
  - 11月：人工知能を活用した医療画像診断支援技術「EIRL（エイル）」を発表
- 2018年
  - 10月：医用画像解析ソフトウェア EIRL basic （エイル ベーシック）を発表
- 2019年
  - 10月：医用画像解析ソフトウェア EIRL aneurysm （エイル アニュリズム）を発売
- 2020年
  - 8月：胸部X線画像から「肺がん」が疑われる肺結節候補域を検出する、医用画像解析ソフトウェア EIRL Chest Noduleを発売
  - 10月：胸部X線画像から胸腔内の空気含有面積を計測するEIRL Chest Metry、 医療機器製造販売認証取得を発表
- 2021年
  - 5月：頭部CT画像から頭蓋内の高吸収領域を自動抽出するEIRL Brain Segmentation、医療機器製造販売認証取得を発表

## 参考
1. ↑  日経メディカル. “胸部X線写真の結節影を検出するAIの実力は？”. 日経メディカル. 2021年10月6日閲覧。
2. ↑  “医療AIの「エルピクセル」が提供する医用画像解析ソフトウェア EIRLの臨床導入、 100施設を突破 – DOCTOKYO WEB”. DOCTOKYO　WEB. 2021年10月6日閲覧。
3. ↑  “肺がん見落としで河北医療財団と杉並区を提訴、1609万円請求”. 医療維新 | m3.com. 2021年10月6日閲覧。